# Rho Persei
ρ Persei (Rho Persei, kurz ρ Per) ist ein knapp 100 Parsec entfernter halbregelmäßig veränderlicher Stern im Sternbild Perseus. Man findet ihn unmittelbar südlich des bekannten bedeckungsveränderlichen Sterns Algol. Seine scheinbare visuelle Helligkeit variiert zwischen etwas über 3 und rund 4 mag.
Der Stern trägt den historischen Eigennamen Gorgonea Tertia. Gorgonea Tertia ist die dritte der Gorgonen.